# Roche roche
Roche roche es una especie de arañas araneomorfas de la familia Ochyroceratidae, la única conocida de su género.

## Distribución geográfica
Es endémica de Mahé (Seychelles).